# 希尔试剂
希尔试剂是罗宾·希尔发明的试剂，可用于测量光合作用的速率，有2,6-二氯靛酚（DCPIP）等。